# Scalmatica myelodes
Scalmatica myelodes är en fjärilsart som beskrevs av Edward Meyrick 1921. Scalmatica myelodes ingår i släktet Scalmatica och familjen äkta malar.
Artens utbredningsområde är Moçambique. Inga underarter finns listade.